# Chiesa di Sant'Apollinare (Valsamoggia)
La chiesa di Sant'Apollinare è la parrocchiale di Castelletto, frazione del comune sparso di Valsamoggia, in città metropolitana e arcidiocesi di Bologna; fa parte del vicariato delle Valli del Reno, Lavino e Samoggia.

## Storia
Il primitivo oratorio di Sant'Apollinare era compreso nella diocesi di Modena, come confermato da un documento dell'822; solo successivamente entrò a far parte dell'arcidiocesi di Bologna.
Annesso a questo luogo di culto vi era un convento dei Canonici Regolari; la chiesa venne eretta a parrocchiale il 21 marzo 1321, pur rimanendo sotto la giurisdizione della pieve di Monteveglio.
Nel 1749 iniziarono i lavori di ricostruzione della parrocchiale, dopo che il priore don Filippo Melloni aveva ricevuto in benestare di Papa Benedetto XIV; l'edificio venne interessato da ulteriori interventi di abbellimento e di rifinura nel corso del XIX secolo, in occasione dei quali si procedette nel 1895 alla posa del nuovo pavimento.
In ossequio alle norme postconciliari, nel 1970 la parrocchiale fu dotata del nuovo altare rivolto verso l'assemblea.

## Descrizione

### Facciata
La facciata a salienti della chiesa, rivolta a ponente, è suddivisa in tre corpi: quello centrale, più ampio e coronato dal timpano curvilineo, è suddiviso da una cornice marcapiano modanata in due registri e presenta il portale maggiore e una finestra rettangolare, mentre le due ali laterali, raccordate alla parte principale mediante volute, sono caratterizzate dagli ingressi secondari.
Annesso alla parrocchiale è il campanile a base quadrata, spartito in più ordini da cornici, la cui cella presenta su ogni lato una monofora a tutto sesto affiancata da due lesene sorreggenti dei timpanetti triangolari; come copertura si erge sul tamburo ottagonale la una guglia.

### Interno
L'interno dell'edificio, suddiviso in cinque campate, si compone di un'unica navata, sulla quale si affacciano le cappelle laterali introdotte da archi a tutto sesto e le cui pareti sono scandite da paraste corinzie sorreggenti la trabeazione, sopra la quale si imposta la volta a botte; al termine dell'aula si sviluppa il presbiterio, rialzato di tre gradini, ospitante l'altare maggiore e chiuso dall'abside semicircolare.